# Kabayaki
Il kabayaki (蒲焼?) è un piatto tipico della cucina giapponese preparato con l'unagi (Anguilla japonica), ed è parte dell'unadon (piatti donburi a base di anguilla), una delle forme più famose di donburi (piatti preparati nelle ciotole). In Giappone, per tradizione viene consumato in particolare in un preciso giorno di fine estate chiamato Doyo-no-Ushi-no-Hi (Giorno del bue).

## Preparazione
Si prepara mettendo allo spiedo e alla griglia su fuoco a legna l'unagi, insaporendo con una salsa a base di brodo d'anguilla, con l'aggiunta di sakè e salsa di soia. La pietanza è ricca di proteine e molto nutriente.

## Varianti
Nella regione del Kantō viene passato al vapore prima di cuocere, mentre nel Kansai va direttamente alla griglia senza essere cotto a vapore.